# ميكيل جسبرسن
ميكيل جسبرسن (بالدنماركية: Mikkel Jespersen)‏ هو لاعب كرة قدم دنماركي، ولد في 11 يونيو 1991 في مملكة الدنمارك. لعب مع نادي فيبورج.

## وصلات خارجية
- ميكيل جسبرسن على موقع قاعدة بيانات كرة القدم.إي يو (الإنجليزية)
- ميكيل جسبرسن على موقع Soccerway.com (الإنجليزية)